# Signoria
Een signoria (Italiaans, meervoud: signorie; nederlands: heerlijkheid) is een regeringsvorm in de middeleeuwse en renaissancistische Italiaanse stadstaten,  die geleid werd door een signore (heer of despoot; meervoud: signori) die de republikeinse instellingen met geweld of bij overeenkomst verving. Het was de kenmerkende regeringsvorm in Italië van het midden van de 13e eeuw tot het begin van de 16e eeuw.
Er bestonden grote verschillen wat betreft de bestuursinstellingen van de verschillende signorie. In gebieden die aan de heerschappij van één heer ontsnapten, verwijst de term signoria vaak naar het bestuursorgaan van de magistraten.
Formeel gezien stonden de signorie onder het gezag van de Rooms-Duitse keizer of koning. Het Koninkrijk Italië, dat het noorden van Italië en Toscane omvatte, was een deel van het Heilige Roomse Rijk.

## Geschiedenis
De eerste signori in Toscane waren de condottieri (huurlingengeneraals) Uguccione della Faggiuola in Pisa en Lucca (1313-16) en Castruccio Castracani, eveneens in Lucca (1320-28).
In de loop der tijd groeide hun aantal. Meestal kon één 'sterke man' de macht grijpen doordat de verschillende facties binnen de stedelijke elite elkaar voortdurend naar het leven stonden. Dikwijls steunden de lagere klassen de signore. 

## Voorbeelden
In het begin van de 14e eeuw werd een aantal steden in Noord-Italië door signori bestuurd: 
- Milaan door de familie Visconti
- Ferrara door de Este
- Verona door de Della Scala
- Padua door de Carrara.
- Lucca door Paolo Guinigi (1400-1430)[3]
- In Florence was de signoria de hoogste uitvoerende raad, die om de twee maanden werd gekozen uit de leden van de gilden in de verschillende wijken van de stad. De signoria zetelde in het Palazzo Vecchio, dat destijds Palazzo della Signoria of Palazzo del Popolo werd genoemd.[4]